# Czubatka (Rusocice)

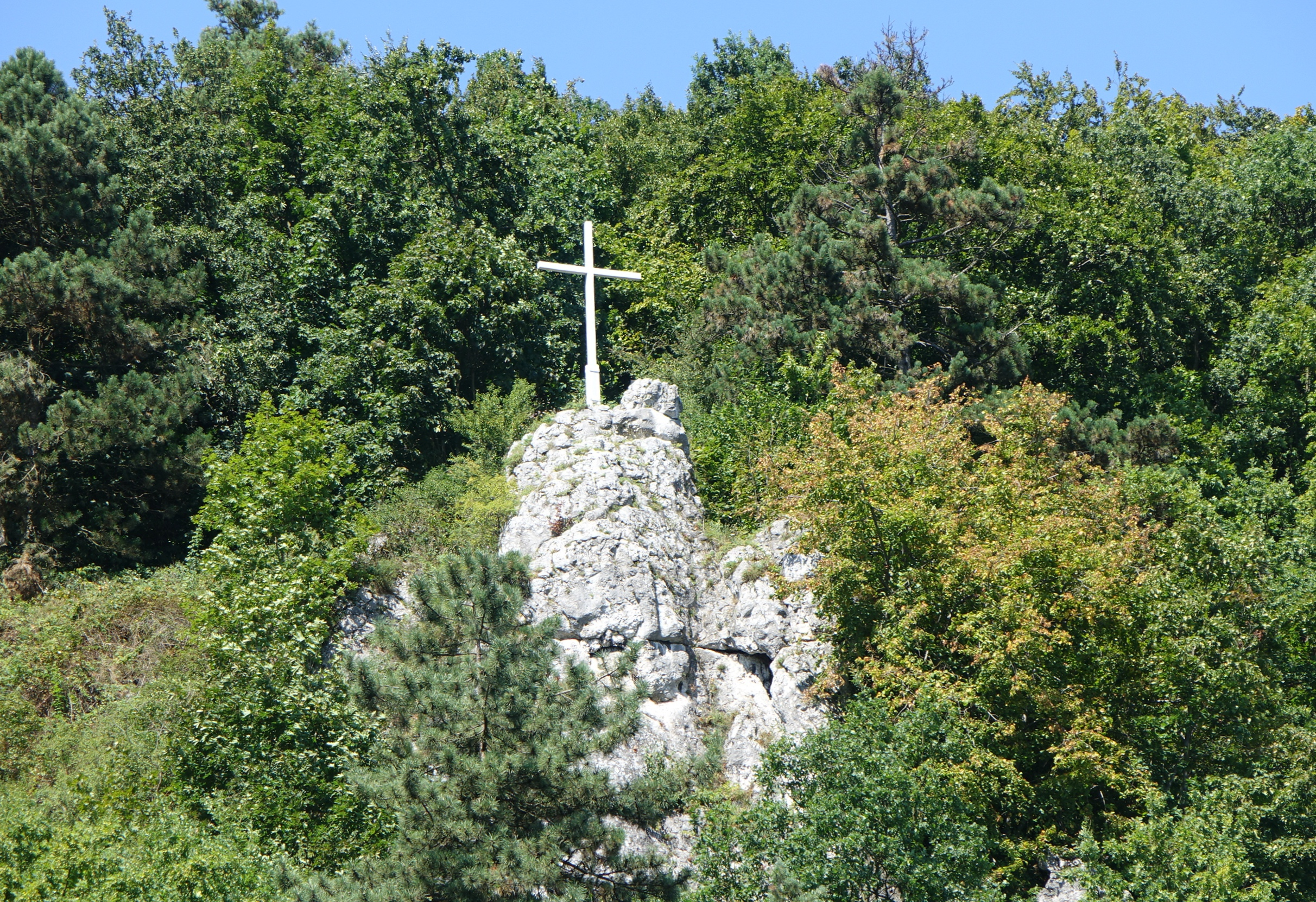

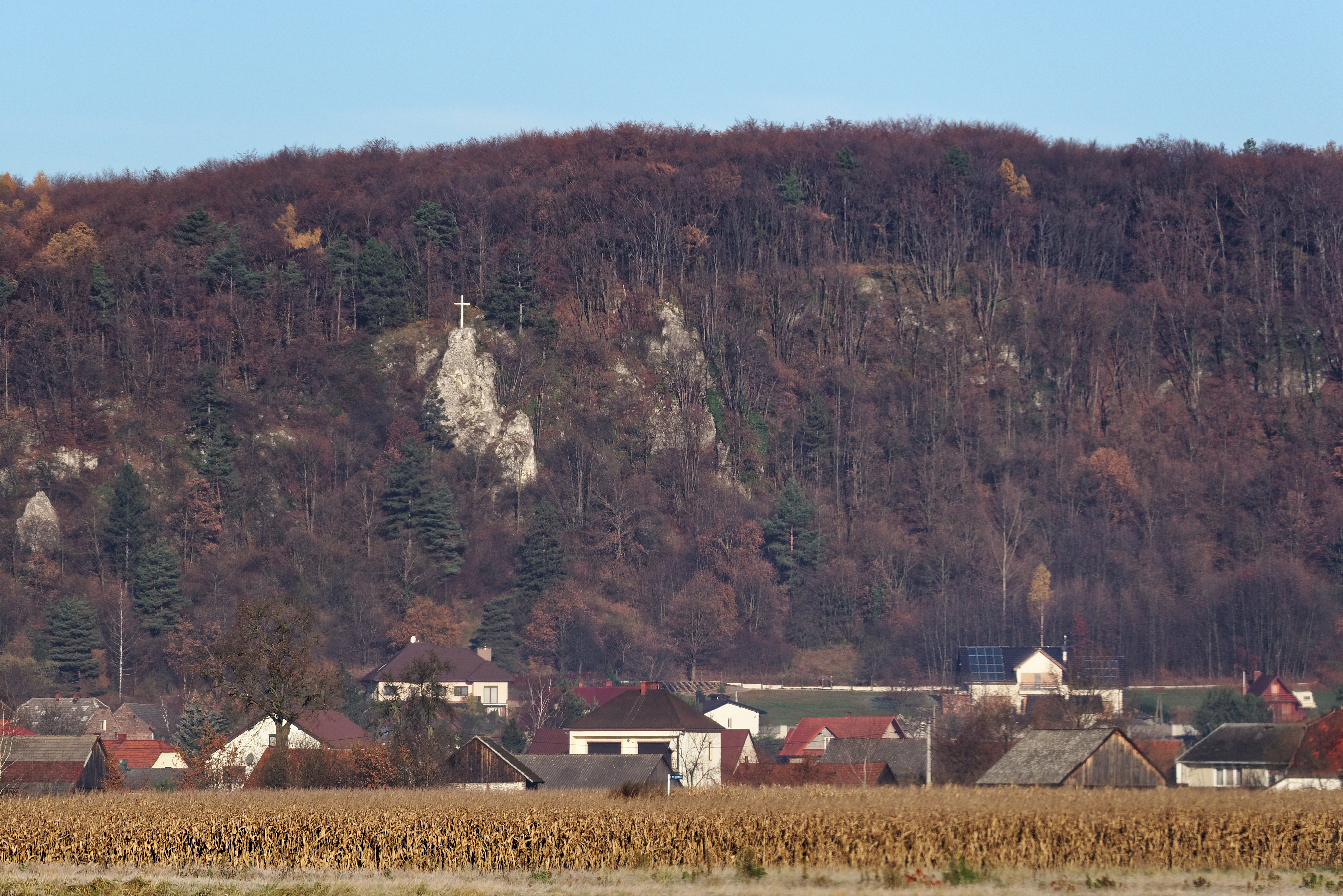
Podskale i Czubatka

Czubatka lub Dry Igły – skała we wsi Rusocice w województwie małopolskim, w powiecie krakowskim, w gminie Czernichów. Pod względem geograficznym znajduje się na Garbie Tenczyńskim wchodzącym w skład Wyżyny Krakowsko-Częstochowskiej.
Wapienna skała o wysokości 12 m znajduje się na południowo-wschodnim, bardzo stromym stoku wzniesienia Sokola. Wznosi się w lesie po północnej stronie zabudowań należącej do Rusocic części wsi Podskale i jej górna część z krzyżem jest widoczna nad drzewami. Na jej ścianach poprowadzono 6 dróg wspinaczkowych o trudności od IV do VI+ w skali polskiej. Mają zamontowane punkty asekuracyjne (ringi). Skała polecana jest do wspinaczki głównie zimowej. Nie jest jednak dla wspinaczy interesująca; już w 2010 r. zaczęła zarastać. Według portalu wspinaczkowego nadaje się do drytoolingu, jednak w 2024 r. brak jakiejkolwiek prowadzącej do niej ścieżki, a całe otoczenie jest zarośnięte aż do skały gęstymi i ciernistymi drzewami i krzewami całkowicie uniemożliwiającymi wspinaczkę i asekurację.
1. Nic ci; M6 (VI+)
2. Tok życia; M6 (V+)
3. Nie upiększy; M3 (IV), asekuracja własna
4. Jak młoda; M6 (VI+)
5. Głębszy; M6+
6. Dupa; M6
7. Szufla (i jeden); M6 (VI)[2].

W niewielkiej odległości na południowy zachód od Czubatki wznosi się druga skała Mlecz, przez wspinaczy nazywana także Wapiennikiem. Znajduje się w nieczynnym kamieniołomie i jest dość popularnym obiektem wspinaczki skalnej.